# Le Fréty
Le Fréty és un municipi francès situat al departament de les Ardenes i a la regió del Gran Est. L'any 2007 tenia 71 habitants.

## Demografia

### Població
El 2007 la població de fet de Le Fréty era de 71 persones. Hi havia 20 famílies de les quals 8 eren unipersonals (4 homes vivint sols i 4 dones vivint soles), 8 parelles amb fills i 4 famílies monoparentals amb fills.
La població ha evolucionat segons el següent gràfic:
Habitants censats

### Habitatges
El 2007 hi havia 44 habitatges, 27 eren l'habitatge principal de la família, 11 eren segones residències i 6 estaven desocupats. 41 eren cases i 1 era un apartament. Dels 27 habitatges principals, 25 estaven ocupats pels seus propietaris i 2 estaven llogats i ocupats pels llogaters; 5 tenien tres cambres, 9 en tenien quatre i 14 en tenien cinc o més. 21 habitatges disposaven pel capbaix d'una plaça de pàrquing. A 12 habitatges hi havia un automòbil i a 12 n'hi havia dos o més.

### Piràmide de població
La piràmide de població per edats i sexe el 2009 era:
| Homes | Edats   | Dones |
| ----- | ------- | ----- |
| 0     | 95 o +  | 0     |
| 0     | 90 a 94 | 0     |
| 0     | 85 a 89 | 0     |
| 0     | 80 a 84 | 0     |
| 4     | 75 a 79 | 12    |
| 4     | 70 a 74 | 0     |
| 0     | 65 a 69 | 0     |
| 4     | 60 a 64 | 0     |
| 0     | 55 a 59 | 4     |
| 0     | 50 a 54 | 0     |
| 4     | 45 a 49 | 4     |
| 0     | 40 a 44 | 0     |
| 0     | 35 a 39 | 0     |
| 4     | 30 a 34 | 0     |
| 0     | 25 a 29 | 4     |
| 0     | 20 a 24 | 4     |
| 4     | 15 a 19 | 4     |
| 0     | 10 a 14 | 0     |
| 0     | 5 a 9   | 0     |
| 0     | 0 a 4   | 0     |

## Economia
El 2007 la població en edat de treballar era de 53 persones, 29 eren actives i 24 eren inactives. De les 29 persones actives 24 estaven ocupades (17 homes i 7 dones) i 5 estaven aturades (3 homes i 2 dones). De les 24 persones inactives 8 estaven jubilades, 4 estaven estudiant i 12 estaven classificades com a «altres inactius».
Activitats econòmiques
L'any 2000 a Le Fréty hi havia 6 explotacions agrícoles que ocupaven un total de 162 hectàrees.

## Poblacions més properes
El següent diagrama mostra les poblacions més properes.